# Xerraire ala-roig
El xerraire ala-roig (Trochalopteron formosum) és un ocell de la família dels leiotríquids (Leiothrichidae).

## Hàbitat i distribució
Viu entre la malesa del bosc, a l'Himàlaia, al sud-oest de la Xina al centre i oest de Szechwan, Yunnan i nord de Kwangsi, i nord del Vietnam al nord-oest de Tonquín.